# (5935) Ostankino
(5935) Ostankino ist ein Asteroid des Hauptgürtels, der am 13. März 1977 vom sowjetisch-russischen Astronomen Nikolai Stepanowitsch Tschernych am Krim-Observatorium in Nautschnyj (IAU-Code 095), etwa 30 km von Simferopol, entdeckt wurde.
Der Asteroid gehört zur Eunomia-Familie, einer nach (15) Eunomia benannten Gruppe, zu der vermutlich fünf Prozent der Asteroiden des Hauptgürtels gehören.
Der Himmelskörper wurde nach Ostankino, einem Stadtteil im Nordöstlichen Verwaltungsbezirk von Moskau benannt, in dem mit dem Fernsehturm Ostankino (540 m) das höchste Bauwerk Europas steht.